# Coupe de Santa Catarina de football
La coupe de Santa Catarina (en portugais : copa Santa Catarina) est une compétition de football qui réunit des clubs de l'État de Santa Catarina, au Brésil. Elle sert aujourd'hui à désigner le représentant de l'État de Santa Catarina pour la dernière division du championnat national (série C jusqu'en 2007, série D depuis). Elle eut lieu de 1990 à 1998, puis a repris en 2006.

## Palmarès
| Saison    | Champion                 | Ville         |
| --------- | ------------------------ | ------------- |
| 1990      | Figueirense FC           | Florianópolis |
| 1991      | Araranguá EC             | Araranguá     |
| 1992      | Brusque FC               | Brusque       |
| 1993      | Criciúma EC              | Criciúma      |
| 1994      | non attribuée            | non attribuée |
| 1995      | Avaí FC                  | Florianópolis |
| 1996      | Figueirense FC           | Florianópolis |
| 1997      | non attribuée            | non attribuée |
| 1998      | Tubarão FC               | Tubarão       |
| 1999-2005 | non disputée             | non disputée  |
| 2006      | Chapecoense              | Chapecó       |
| 2007      | CN Marcílio Dias         | Itajaí        |
| 2008      | Brusque FC               | Brusque       |
| 2009      | Joinville EC             | Joinville     |
| 2010      | Brusque FC               | Brusque       |
| 2011      | Joinville EC             | Joinville     |
| 2012      | Joinville EC             | Joinville     |
| 2013      | Joinville EC             | Joinville     |
| 2014-2016 | non disputée             | non disputée  |
| 2017      | Atlético Tubarão         | Tubarão       |
| 2018      | Brusque FC               | Brusque       |
| 2019      | Brusque FC               | Brusque       |
| 2020      | Joinville EC             | Joinville     |
| 2021      | Figueirense FC           | Florianópolis |
| 2022      | CN Marcílio Dias         | Itajaí        |
| 2023      | CN Marcílio Dias         | Itajaí        |
| 2024      | Concórdia Atlético Clube | Concórdia     |

Avec 5 titres, le Joinville EC et le Brusque FC sont les clubs les plus titrés.